# جداقية (صائين قلعة)
جداقیة (بالفارسية: جداقیه) هي قرية تقع في إيران في قسم صائين قلعة الریفي. يقدر عدد سكانها بـ 537 نسمة بحسب إحصاء 2016.